# Snäckstranden

Snäckstranden i utkanten av Visby är en av de stränder som ligger närmast Visby. Programserien Sommarstad Gotland på ZTV spelades bland annat in här under vissa somrar. Stranden ligger i närheten av camping, affär och restaurang.